# Gwangcheon-eup
Gwangcheon-eup (koreanska: 광천읍)  är en köping i kommunen Hongseong-gun i provinsen Södra Chungcheong i Sydkorea, 120 km söder om huvudstaden Seoul.